# Чоловік як еволюційна інновація?
«Чоловік як еволюційна інновація? Есеї про чоловічу природу, сексуальність, життєві стратегії та метаморфози маскулінності» (чеськ. Muž jako evolučni inovace? Eseje o maskulinitě, jeji etologii, životnich strategiich a proměnach) — книжка чеського інтелектуала, біолога, філософа і письменника Станіслава Комарека, вперше видана в Празі у видавництві «Academia» 2012 року. В Україні вийшла в українському перекладі (перекл. — Олена Крушинська, Тетяна Окопна) у видавництві «Апріорі» 2018 року.
Книжка присвячена природі та сексуальності чоловіків, їхній поведінці у найрізноманітніших ситуаціях війни та миру, виникненню та організації чоловічих колективів, ставленню чоловіків до жінок та до інших чоловіків, зміні образу чоловіка у плині історії і багатьом іншим темам, зокрема й глибоко табуйованим.
У Чехії це видання, як і багато інших книжок професора Комарека, стало науково-популярним бестселером завдяки глибокій ерудиції автора у біології та суспільних науках, свіжості й неупередженості його погляду на світ і особливому «комареківському» стилю — дещо провокативному і сповненому гумору та іронії.
Додатковим «бонусом» для українського читача стане уявлення про те, які погляди на роль чоловіка й жінки в суспільстві нині поширені у центрально-європейському ареалі, адже в Україні поки що домінують погляди більш консервативні. Добре це чи погано — кожен читач зможе вирішити для себе сам, міркуючи над книжкою Станіслава Комарека.

## Переклади українською
В Україні книжка вийшла у видавництві «Апріорі» за підтримки Міністерства культури Чехії в кінці 2018 року. Переклад з чеської виконали Олена Крушинська і Тетяна Окопна, упорядник видання — Олена Крушинська. Книжка складається зі вступу, 11 розділів та списку літератури. Українське видання доповнене довідкою про автора та «Словом до українського читача», написаним Станіславом Комареком у жовтні 2018 року.
«Чоловік як еволюційна інновація?» започаткував українську серію видань Комарека: наступною вийшла книжка «Європа на роздоріжжі» (Апріорі, 2020), триває робота над перекладом іще одного твору. Дизайн обкладинок обох видань створений Оленою Крушинською спільно з дизайнеркою Вірою Гринець, його ідея — відображений у класичному творі мистецтва символ, що в сучасному світі губить або вимушено змінює свою конотацію. Так, обкладинка «Чоловіка…» виконана у традиційних «чоловічих» кольорах — чорному й сріблястому, з ними контрастує тілесного кольору скульптура Давида: на цей віковічний ідеал маскулінності з подивом витріщаються наші інфантилізовані сучасники. На четвертій сторінці обкладинки розміщено слоган українського видання «Чоловіка…»: «Книжка про те, про що зазвичай не говорять, але всі хочуть знати».

## Презентації в Україні
За підтримки Чеського центру презентації книжки «Чоловік як еволюційна інновація?» відбулися за участі Станіслава Комарека, який спеціально приїхав в Україну, та Юрія Винничука на Книжковому Арсеналі в Києві та у Львівському прес-клубі, звідки велася пряма відеотрансляція через інтернет. Після дискусії у прес-клубі журналіст Ірина Шутка взяла у Станіслава Комарека розлоге інтерв'ю для інтернет-видання «Збруч». Перекладач видання Олена Крушинська розповідала про нього у програмі Романа Коляди на Українському радіо.

## Рецензії
- Бої без правил Станіслава Комарека: між барсеткою і дамською сумочкою[7] — рецензія Президента Всеукраїнського рейтингу «Книжка року» Костянтина Родика, опублікована у газеті «Україна молода»
- Рецензія книжкового блогера Олега Карпюка на сторінці «Карпюк Пише про Книжки» у Фейсбуку[8]

## Відзнаки
Книжка виборола перше місце у ХХІ Всеукраїнському рейтингу «Книжка року — 2019», набравши найбільшу кількість балів від експертів у номінації «СОФІЯ: Філософія / антропологія / психологія».